# Saya (Aichi)
Pour les articles homonymes, voir Saya.
Saya (佐屋町, Saya-chō) est un bourg du Japon qui était situé dans le district d'Ama, de la préfecture d'Aichi.

## Géographie

### Démographie
En 2003, le bourg avait une population estimée de 29 875 habitants pour une superficie totale de 18,65 km2, soit
une densité de 1 601,88 personnes/km2.

## Histoire
Le 1er avril 2005, Saya a été fusionnée avec le bourg de Saori, ainsi que les villages de Hachikai et Tatsuta, (tous du district d'Ama), pour créer la ville d'Aisai.